# Maria Guida
Maria Guida (Italia, 23 de enero de 1966) es una atleta italiana retirada especializada en la prueba de maratón, en la que ha conseguido ser campeona europea en 2002.

## Carrera deportiva
En el Campeonato Europeo de Atletismo de 2002 ganó la medalla de oro en la carrera de maratón, recorriendo los 42,195 km en un tiempo de 2:26:05 segundos, llegando a meta por delante de las alemanas Luminita Zaituc y Sonja Oberem (bronce con 2:28:45 segundos).